# Risto Mannisenmäki
Risto Mannisenmäki, né le 28 mai 1959, est un copilote de rallye finlandais.

## Carrière
Durant une dizaine d'années, ce copilote se cantonne essentiellement à une participation dans quelques rallyes nordiques (1986-1997), également avec une dizaine de pilotes nordiques, dont Tapio Laukkanen de 1995 à 1997.
Sa carrière démarre réellement en 1998, dès la première année de son association avec Tommi Mäkinen, au sein du team Mitsubishi Ralliart.
Elle s'achève définitivement en 2003 au RAC Rally avec Juuso Pykälistö, sur Peugeot 206 WRC du Bozian Racing team.
Il a remporté le WRC des copilotes à deux reprises.

## Palmarès

### Titres
| Saison | Titre                                                               | Voiture                                                        |
| --- | ------------------------------------------------------------------- | -------------------------------------------------------------- |
| 1996 | Champion de Finlande des rallyes du Groupe a (avec Tapio Laukkanen) | Volkswagen Golf GTI 16                                         |
| 1999 | Champion du monde des copilotes de rallyes                          | Mitsubishi Lancer Evolution V / Mitsubishi Lancer Evolution VI |
| 1998 | Champion du monde des copilotes de rallyes                          | Mitsubishi Lancer Evolution IV / Mitsubishi Lancer Evolution V |
| 1998: participation à la victoire de Mitsubishi pour le titre mondial des conducteurs WRC, grâce à l'Evolution IV |                                                                     |                                                                |

### Victoires en rallye

#### Victoires en championnat d'Europe des rallyes
| #  | Saison | Rallye                         | Pays             | Voiture                         |
| -- | ------ | ------------------------------ | ---------------- | ------------------------------- |
| 1  | 1998   | 47e Rallye de Suède            | Suède            | Mitsubishi Lancer Evolution IV  |
| 2  | 1998   | 18e Rallye d'Argentine         | Argentine        | Mitsubishi Lancer Evolution V   |
| 3  | 1998   | 48e Rallye de Finlande         | Finlande         | Mitsubishi Lancer Evolution V   |
| 4  | 1998   | 40e Rallye Sanremo             | Italie           | Mitsubishi Lancer Evolution V   |
| 5  | 1998   | 11e Rallye d'Australie         | Australie        | Mitsubishi Lancer Evolution V   |
| 6  | 1999   | 67e Rallye Monte-Carlo         | Monaco           | Mitsubishi Lancer Evolution VI  |
| 7  | 1999   | 48e Rallye de Suède            | Suède            | Mitsubishi Lancer Evolution VI  |
| 8  | 1999   | 29e Rallye de Nouvelle-Zélande | Nouvelle-Zélande | Mitsubishi Lancer Evolution VI  |
| 9  | 1999   | 41e Rallye Sanremo             | Italie           | Mitsubishi Lancer Evolution VI  |
| 10 | 2000   | 68e Rallye Monte-Carlo         | Monaco           | Mitsubishi Lancer Evolution VI  |
| 11 | 2001   | 69e Rallye Monte-Carlo         | Monaco           | Mitsubishi Lancer Evolution 6.5 |
| 12 | 2001   | 35e Rallye du Portugal         | Portugal         | Mitsubishi Lancer Evolution 6.5 |
| 13 | 2001   | 49e Rallye Safari              | Kenya            | Mitsubishi Lancer Evolution 6.5 |